# تیم مدوز
تیم مدوز (انگلیسی: Tim Meadows؛ زادهٔ ۵ فوریهٔ ۱۹۶۱) یک هنرپیشه و کمدین اهل ایالات متحده آمریکا است. وی از سال ۱۹۹۱ میلادی تاکنون مشغول فعالیت بوده‌است.

## گزیده فیلمشناسی
از فیلم‌ها یا برنامه‌های تلویزیونی که وی در آن نقش داشته‌است می‌توان به آثار زیر اشاره کرد.
- سر مخروطی‌ها (۱۹۹۳)
- جهان وین ۲ (۱۹۹۳)
- شیفته زن‌ها (فیلم ۲۰۰۰) (۲۰۰۰)
- دختران بدجنس (۲۰۰۴)
- نیمکت گرمکن‌ها (۲۰۰۶)
- بیگانگان زیرشیروانی (۲۰۰۹)
- بزرگ‌شده‌ها (۲۰۱۰)
- جک و جیل (۲۰۱۱)
- بزرگ‌شده‌ها ۲ (۲۰۱۳)
- فاجعه (فیلم) (۲۰۱۵)
- ستاره‌های پاپ: هرگز متوقف نمی‌شوند (۲۰۱۶)
- پخش زنده شنبه شب (۱۹۹۱)
- دیدبان سوم (۲۰۰۱)
- زندگی با فرن (۲۰۰۵)
- اداره (مجموعه تلویزیونی) (۲۰۰۵)
- ریبا (۲۰۰۶)
- گزارش کلبر (۲۰۰۶)
- به گفته جیم (۲۰۰۷)
- زیاد ذوق‌زده نشو (۲۰۰۷)
- دختران بدجنس ۲ (۲۰۱۱)
- برگری باب (۲۰۱۲)
- ۳۰ راک (۲۰۱۳)
- کمدی بنگ!بنگ!(مجموعه تلویزیونی) (۲۰۱۳)
- د لیت شو ویت استیون کلبر (۲۰۱۶)
- بروکلین نه-نه (۲۰۱۷)
- مرد با یک نقشه (مجموعه تلویزیونی) (۲۰۱۷)
- راز کوچک ما (۲۰۲۴)